# Sabina Valbusa
Sabina Valbusa (Verona, 21 de enero de 1972) es una deportista italiana que compitió en esquí de fondo. Su hermano Fulvio también compitió en esquí de fondo.
Participó en cinco Juegos Olímpicos de Invierno, entre los años 1994 y 2010, obteniendo una medalla de bronce en Turín 2006, en la prueba de relevo (junto con Arianna Follis, Gabriella Paruzzi y Antonella Confortola).
Ganó tres medallas en el Campeonato Mundial de Esquí Nórdico entre los años 1999 y 2005.

## Palmarés internacional
| Juegos Olímpicos   | Juegos Olímpicos      | Juegos Olímpicos  | Juegos Olímpicos |
| Año                | Lugar                 | Medalla           | Prueba           |
| ------------------ | --------------------- | ----------------- | ---------------- |
| 2006               | Turín (Italia)        | Medalla de bronce | Relevo 4 × 5 km  |
| Campeonato Mundial |                       |                   |                  |
| Año                | Lugar                 | Medalla           | Prueba           |
| 1999               | Ramsau (Austria)      | Medalla de plata  | Relevo 4 × 5 km  |
| 2001               | Lahti (Finlandia)     | Medalla de bronce | Relevo 4 × 5 km  |
| 2005               | Oberstdorf (Alemania) | Medalla de bronce | Relevo 4 × 5 km  |